# Oswego (Carolina del Sud)
Oswego és una concentració de població designada pel cens dels Estats Units a l'estat de Carolina del Sud. Segons el cens del 2000 tenia 95 habitants.

## Demografia
Segons el cens del 2000, Oswego tenia 95 habitants, 42 habitatges i 34 famílies. La densitat de població era de 22,2 habitants/km².
Dels 42 habitatges en un 23,8% hi vivien nens de menys de 18 anys, en un 73,8% hi vivien parelles casades, en un 7,1% dones solteres, i en un 16,7% no eren unitats familiars. En el 14,3% dels habitatges hi vivien persones soles l'11,9% de les quals corresponia a persones de 65 anys o més que vivien soles. El nombre mitjà de persones vivint en cada habitatge era de 2,26 i el nombre mitjà de persones que vivien en cada família era de 2,49.
Per edats la població es repartia de la següent manera: un 16,8% tenia menys de 18 anys, un 2,1% entre 18 i 24, un 18,9% entre 25 i 44, un 32,6% de 45 a 60 i un 29,5% 65 anys o més.
L'edat mediana era de 52 anys. Per cada 100 dones de 18 o més anys hi havia 88,1 homes.
La renda mediana per habitatge era de 50.714 $ i la renda mediana per família de 52.500 $. Els homes tenien una renda mediana de 38.750 $ mentre que les dones 25.417 $. La renda per capita de la població era de 23.379 $. Cap de les famílies estaven per davall del llindar de pobresa.

## Poblacions més properes
El següent diagrama mostra les poblacions més properes.